# Alypia similis
Alypia similis är en fjärilsart som beskrevs av Richard Harper Stretch 1872. Alypia similis ingår i släktet Alypia och familjen nattflyn. Inga underarter finns listade i Catalogue of Life.